# Liste der Einträge im National Register of Historic Places im Sibley County

Lage des Sibley County in Minnesota

Die Liste der Einträge im National Register of Historic Places im Sibley County in Minnesota führt alle Bauwerke und historischen Stätten im Sibley County auf, die in das National Register of Historic Places aufgenommen wurden.

## Legende
| NRHP | Historic Place    |
| HD   | Historic District |

## Aktuelle Einträge
| [ 2 ] | Name                                                      | Bild                                                      | Eintragsdatum        | Lage                                                                            | Ort                 | Beschreibung |
| ----- | --------------------------------------------------------- | --------------------------------------------------------- | -------------------- | ------------------------------------------------------------------------------- | ------------------- | --- |
| 1     | Church of St. Thomas                                      | Church of St. Thomas                                      | 1991 ID-Nr. 88003085 | County Highways 6 und 9 44° 35′ 56,2″ N, 93° 54′ 0,7″ W                         | Jessenland Township | 1870 errichtete Kirche irischer Einwanderer |
| 2     | Gaylord City Park                                         | Gaylord City Park                                         | 2012 ID-Nr. 11001085 | Veterans Drive und Park Street 44° 33′ 37,8″ N, 94° 13′ 17,4″ W                 | Gaylord             | 1867 angelegter Stadtpark mit 1916 errichtetem Pavillon und 1940 von der Works Progress Administration gebauter Brücke                                          |
| 3     | Gibbon Village Hall                                       | Gibbon Village Hall                                       | 1982 ID-Nr. 82003036 | 1st Avenue Ecke 12th Street 44° 32′ 3,9″ N, 94° 31′ 34,7″ W                     | Gibbon              | 1895 im neuromanischen Stil errichtetes Rathaus |
| 4     | Henderson Commercial Historic District                    | Henderson Commercial Historic District                    | 1988 ID-Nr. 88002834 | Main Street zwischen 5th Street und 6th Street 44° 31′ 41,7″ N, 93° 54′ 25,2″ W | Henderson           | Über zwei Blöcke reichendes Geschäftszentrum des früheren Verwaltungszentrums des Sibley County bestehend aus zwölf zwischen 1874 und 1905 errichteten Gebäuden |
| 5     | August F. Poehler House                                   | August F. Poehler House                                   | 1982 ID-Nr. 82003037 | 700 Main Street 44° 31′ 41,1″ N, 93° 54′ 37,6″ W                                | Henderson           | 1883 im Queen Anne-Stil errichtetes Wohnhaus des Siedlers und Geschäftsmannes August F. Poehler; beherbergt heute das Sibley County Historical Museum           |
| 6     | Sibley County Courthouse and Sheriff’s Residence and Jail | Sibley County Courthouse and Sheriff’s Residence and Jail | 1988 ID-Nr. 88003071 | 400 Court Street und 319 Park Avenue 44° 33′ 22,1″ N, 94° 13′ 14,2″ W           | Gaylord             | 1916 errichtetes Justiz- und Verwaltungsgebäude und Gefängnis, nachdem der County Seat im Jahr 1915 nach Gaylord verlegt wurde                                  |
| 7     | Sibley County Courthouse-1879                             | Sibley County Courthouse-1879                             | 1979 ID-Nr. 79001255 | 6th Street Ecke Main Street 44° 31′ 42,2″ N, 93° 54′ 32,9″ W                    | Henderson           | 1879 im Italianate-Stil errichtetes früheres Justiz- und Verwaltungsgebäude                                                                                     |